# Mercedes-Benz M156

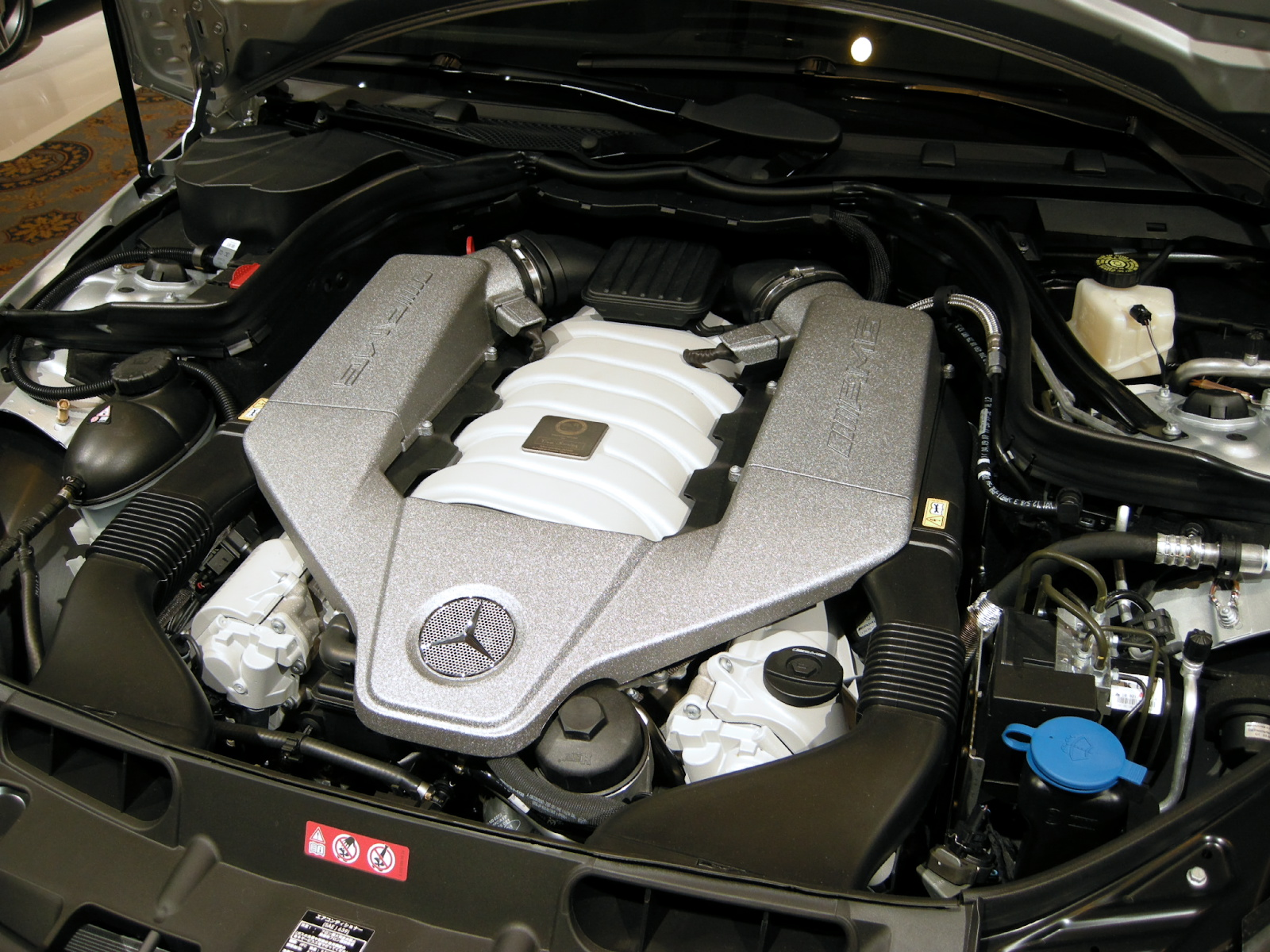
Een M156-motor in een C 63 AMG

De M156 is de eerste V8-motor die zelfstandig door de Mercedes-Benz divisie Mercedes-AMG is ontworpen. De vorige AMG-motoren waren altijd gebaseerd op de originele motoren van Mercedes.
De motor is ontworpen voor toepassing als race-motor met een atmosferische beademing en zal ook gebruikt worden in een aantal krachtige "AMG"-modellen van Mercedes-Benz. De M156 heeft een cilinderinhoud van 6,2 liter (6208 cc) en deelt maar weinig onderdelen met andere leden van Mercedes-Benz motoren zoals de M155. De cilinderafstand, het blokontwerp en andere eigenschappen zijn uniek voor deze AMG-motor ontworpen. Hoewel de inhoud 6.208 liter is, zal de motor als "6.3" op de markt worden gebracht vanwege de Duitse wetten van de autobelasting, afronding tot de dichtstbijgelegen 100 cc.
De motor heeft een boring van 102,2 mm en 94,6 mm slag. Het vermogen bedraagt 375 kW (503 PK) bij 6800 t/min met 630 Nm koppel bij 5200 t/min.
De motor is verder geoptimaliseerd om 525 PK (391 kW) te leveren (en 630 Nm koppel) eind 2007 en wordt zo geleverd in de S63 AMG en de CL63 AMG. 

## Toepassing
- 2006 E 63 AMG
- 2006 ML 63 AMG
- 2006 R 63 AMG
- 2006 S 63 AMG
- 2006 CL 63 AMG
- 2007 CLK 63 AMG
- 2007 CLS 63 AMG
- 2008 C 63 AMG
- 2008 SL 63 AMG
- 2010 SLS AMG